# Збірна Йорданії з футболу
Збірна Йорданії з футболу представляє Йорданію на міжнародних матчах і турнірах з футболу. Управляється та контролюється Йорданською футбольною асоціацією. Збірна жодного разу не брала участь у фінальній стадії чемпіонату Світу. Найвищим досягненням команди вважається вихід у чвертьфінал  Кубка Азії в  2004 та 2011 роках. Станом на 3 квітня 2025 посідає 62-e місце у рейтингу футбольних збірних світу.

## Виступи на чемпіонатах світу
| Чемпіонат світу | Чемпіонат світу    | Чемпіонат світу | Чемпіонат світу | Чемпіонат світу | Чемпіонат світу | Чемпіонат світу | Чемпіонат світу | Чемпіонат світу | Чемпіонат світу |
| Рік             | Результат          | Позиція         | П               | Н*              | П               | ГЗ              | ГП              | РМ              |                 |
| --------------- | ------------------ | --------------- | --------------- | --------------- | --------------- | --------------- | --------------- | --------------- | --------------- |
| 1930 — 1982     | Не брала участі    | -               | -               | -               | -               | -               | -               | -               |                 |
| 1986 — 2018     | Не кваліфікувалась | -               | -               | -               | -               | -               | -               | -               |                 |
| 2022            | Не кваліфікувалась | -               | -               | -               | -               | -               | -               | -               |                 |
| Всього          | 0/19               | -               | 0               | 0               | 0               | 0               | 0               | 0               |                 |

## Виступи на Кубку Азії
| Кубок Азії  | Кубок Азії         | Кубок Азії | Кубок Азії | Кубок Азії | Кубок Азії | Кубок Азії | Кубок Азії | Кубок Азії | Кубок Азії |
| Рік         | Результат          | Позиція    | П          | Н*         | П          | ГЗ         | ГП         | РМ         |            |
| ----------- | ------------------ | ---------- | ---------- | ---------- | ---------- | ---------- | ---------- | ---------- | ---------- |
| 1956 — 1968 | Не брала участі    | -          | -          | -          | -          | -          | -          | -          |            |
| 1972        | Не кваліфікувалась | -          | -          | -          | -          | -          | -          | -          |            |
| 1976 — 1980 | Не брала участі    | -          | -          | -          | -          | -          | -          | -          |            |
| 1984 — 1988 | Не кваліфікувалась | -          | -          | -          | -          | -          | -          | -          |            |
| 1992        | Не брала участі    | -          | -          | -          | -          | -          | -          | -          |            |
| 1996 — 2000 | Не кваліфікувалась | -          | -          | -          | -          | -          | -          | -          |            |
| 2004        | Чвертьфінал        | 6          | 1          | 3          | 0          | 3          | 1          | 2          |            |
| 2007        | Не кваліфікувалась | -          | -          | -          | -          | -          | -          | -          |            |
| 2011        | Чвертьфінал        | 6          | 2          | 1          | 1          | 5          | 4          | 1          |            |
| 2015        | Груповий етап      | 9          | 1          | 0          | 2          | 5          | 4          | 1          |            |
| 2019        | 1/8 фіналу         | 9          | 2          | 2          | 0          | 4          | 1          | 3          |            |
| Всього      | 4/17               | -          | 6          | 6          | 3          | 17         | 10         | 7          |            |